# 57ª Divisione fanteria "Lombardia"
La 57ª Divisione fanteria "Lombardia" fu una grande unità di fanteria del Regio Esercito durante la seconda guerra mondiale dopo che a livello di Brigata aveva preso parte alla prima guerra mondiale.

## Storia

### Dalle origini ala prima guerra mondiale
La origini della grande unità risalgono al 29 agosto 1859, quando con decreto venne stabilita la costituzione di due nuovi reggimenti di granatieri per dare vita alla Brigata  "Granatieri di Lombardia", su 3º e 4º Reggimento, formata da elementi del 1º e del 2º Reggimento "Granatieri di Sardegna".
Per effetto dell'ordinamento in data 5 marzo 1871 che riordinava l'Arma di Fanteria, dal 1º aprile successivo la brigata prese la denominazione di Brigata "Lombardia" ed il 3º ed il 4º Reggimento, assegnati alla fanteria di linea, il 1º aprile 1871 assunsero la denominazione rispettivamente di 73º e di 74º Reggimento fanteria "Brigata Lombardia"; a seguito dello scioglimento delle brigate permanenti, con successivo decreto, il 15 ottobre dello stesso, i due reggimenti mutarono la loro denominazione il 15, in 73º e 74º Reggimento fanteria "Lombardia".
Dal 2 gennaio 1881, con la ricostituzione delle brigate permanenti i due reggimenti tornarono ad essere inquadrati nella ricostituita Brigata "Lombardia", riprendendo la denominazione di 73º e 74º Reggimento fanteria "Lombardia".

### Nella prima guerra mondiale (1915-1918)
All'entrata in guerra dell'Italia nel primo conflitto mondiale la sede dei due reggimenti in tempo di pace era rispettivamente Alba per il 73° Bra per il 74° e i distretti di reclutamento erano Avellino, Ferrara, Foggia, Lecco, Padova, Palermo, Pesaro, Piacenza, Rovigo, Taranto, Treviso. Furono più di 10000, i soldati morti, feriti e dispersi durante la prima guerra mondiale.
All'entrata in guerra dell'Italia contro l'Impero austro-ungarico la Brigata era schierato nei pressi di Udine, varcando il 24 maggio 1915, nella notte, il confine e avanzando verso la testa di ponte di Gorizia. Il 29 maggio venne a contatto col nemico e nell'estate del 1915 prese parte alla prima e alla seconda battaglia dell'Isonzo.
Nel mese di ottobre, dopo un breve periodo di riposo, la Brigata rientrò in linea nel settore di Oslavia attaccandone le alture, partecipando, tra il 18 ottobre e il 4 novembre 1915 alla terza battaglia dell'Isonzo.
Ripresa l’offensiva alla metà di novembre la brigata prese parte alla quarta battaglia dell'Isonzo, combattuta tra il 10 novembre e il 5 dicembre, cimentandosi nuovamente nel settore di Oslavia; il 24 novembre il 1/73° raggiunse il caseggiato di Oslavia i cui ruderi dopo lotte ostinate rimasero alla fine, il 27, nelle mani delle truppe italiane, che rafforzate le posizioni, resistettero ai violenti contrattacchi del nemico. Il 4 dicembre la Brigata "Lombardia", esausta per le lunghe lotte e le gravi perdite, con oltre 3000 uomini fuori combattimento dei quali, 102 ufficiali, venne inviata a riposo nei pressi di Cormons.
Il 23 gennaio 1916, dopo un ulteriore periodo di riposo, la Brigata "Lombardia" venne impiegata sul Sabotino. Il 15 maggio, all'inizio dell'offensiva austriaca in Trentino, la Brigata fu inviata sull'altopiano di Asiago. Nel corso dei combattimenti sull'altipiano di Asiago il 26 maggio cadde sul campo il comandante del 74º Reggimento, colonnello Carlo Guastoni.
Nei primi giorni del mese di luglio, per ripristinare le perdite subite, la Brigata "Lombardia" scese a riposo nei pressi di Vicenza. Il 2 agosto la Brigata venne destinata al fronte dell'Isonzo, giungendo a Cervignano e da qui inviata alle pendici meridionali del Monte San Michele, prendendo parte a partire dal 6 agosto alla Battaglia di Gorizia. Il 9 agosto attaccò in direzione del Vipacco, che raggiunse dopo tenace combattimento col nemico, catturando circa 600 prigionieri e molto materiale e, proseguendo l'avanzata fra poderosi trinceramenti, il 10 agosto occupò Rubbia e il 12 agosto, il 73° spinto all'attacco delle trincee sulle alture di quota 212 del Nad Logem, costrinse alla resa il battaglione nemico che le difendeva.
Il 14 settembre la Brigata fu presente alla Settima battaglia dell'Isonzo (14-18 settembre) e, dopo essere stata inviata a riposo il 22 settembre, alla ripresa dell'offensiva, il 31 ottobre, nel corso della nona battaglia dell'Isonzo (31 ottobre - 4 novembre) si lanciò impetuosamente contro le posizioni del Pecinca, conquistandole e mantenendole poi con saldezza ai ritorni offensivi del nemico. Il 2 novembre, con un nuovo sbalzo, si rafforzò sul costone sud-occidentale del Dosso Faiti: durante l'azione oltre 1000 prigionieri e abbondante materiale restano nelle mani italiane; le perdite della Brigata, però, furono ingenti, con 1400 uomini fuori combattimento, dei quali 32 ufficiali. Per le magnifiche prove di valore, riconosciute persino dall'avversario, i due Reggimenti meritarono la concessione della più alta onorificenza al valor militare, la Medaglia d'oro, concessa con Decreto 28 dicembre 1916.
Dopo alcuni turni di trincea, alternati con periodi di riposo, la brigata entrò in linea, il 21 maggio 1917, nel settore di Castagnevizza mentre era in corso la decima battaglia dell'Isonzo, combattuta tra il 12 maggio e l'8 giugno, attaccando ripetute volte, dal 23 al 26 maggio, le posizioni antistanti, senza peraltro ottenere
sensibili vantaggi nonostante le gravi perdite subite (2900 nomini fuori combattimento dei quali 78 ufficiali).
Il 21 maggio 1917 il Reggimento era presente nel settore di Castagnevizza: nei combattimenti che seguirono la Brigata "Lombardia" ebbe 2900 uomini fuori combattimento, di cui 78 ufficiali. Il 19 agosto, dopo un turno di riposo a Castelfranco Veneto, la Brigata fece ritornò in linea nel settore del Faiti, all'inizio dell'Undicesima battaglia dell'Isonzo (17 agosto - 12 settembre), assaltando, dal 20 al 25 agosto, le antistanti posizioni nemiche, perdendo nella lotta oltre 1200 uomini di truppa e 61 ufficiali. Sostituita alla fine di agosto, dopo un periodo di riordinamento, fece ritorno in trincea nel settore di Monfalcone.
Il 19 ottobre venne trasferita a Codroipo a riposo, dove venne colta dall'avanzata austriaca successiva alla disfatta di Caporetto, in conseguenza della quale, il 29 ottobre, venne trasferita per Spilimbergo, Pinzano e Forgaria sulle alture di riva destra del Tagliamento. Il 2 novembre, avendo il nemico forzato il Ponte di Cornino, difeso da altri reparti, la Brigata "Lombardia" ne sostenne l'urto nei pressi di San Rocco di Forgaria, ritardandone l'avanzata. Il 6 novembre sostenne un altro combattimento, per evitare l'accerchiamento da parte del nemico ma, ridotta per le ingenti perdite a poco più di due battaglioni, non riuscì a disimpegnarsi e fu costretta a cedere,
meno alcuni reparti, che riuscirono a ripiegare in direzione di Conegliano. Nel mese di dicembre la Brigata "Lombardia" venne ricostituita, prima nei pressi di Padova e poi di Treviso.
Il 29 gennaio 1918 la Brigata "Lombardia" fu trasferita nel settore orientale del Grappa. Il 17 giugno, mentre era in corso la battaglia del Piave (15 - 24 giugno), si portò sul Montello, entrando in azione il 19 giugno, concorrendo con energici contrattacchi a ricacciare il nemico che, nel pomeriggio del 23 giugno, iniziò il ripiegamento. Successivamente, dalla zona del Montello, dove rimase fino a luglio, ritornò sul Monte Grappa, rimanendovi sino alla battaglia di Vittorio Veneto  alla quale prese parte al comando del Brigadier Generale Marcello De Luca. concorrendo attivamente 
all'inseguimento del nemico.
Alla guida della Brigata nel corso del conflitto si sono avvicendati i seguenti comandanti: 
- Maggior generale Giovanni Lubatti, dal 24 maggio 1915 al 1º aprile 1916;[4][5]
- Maggior generale Riccardo Bonaini da Cignano, dal 1º aprile 1916 al 9 luglio 1917;
- Colonnello brigadiere Enrico Tellini, dal 21 luglio al 20 agosto 1917;
- Colonnello brigadiere Vito Puglioli, dal 24 agosto al 6 novembre 1917;
- Colonnello brigadiere Marcello De Luca, dal 23 novembre 1917 al termine della guerra.

### Periodo tra le due guerre
Nel dopoguerra, in esecuzione della legge 11 marzo 1926 sull'ordinamento del Regio Esercito, che prevedeva la costituzione delle brigate su tre reggimenti, il 20 ottobre assunse il nominativo di XV Brigata di fanteria, assumendo alle sue dipendenze oltre al 73º e al 74º Reggimento fanteria, anche il 26º Reggimento fanteria della disciolta Brigata "Bergamo". Successivamente la XV Brigata entrò a far parte, con il 4º Reggimento artiglieria da campagna, della Divisione Militare Territoriale di Abbazia (15ª). Tale grande unità nel 1934 prende il nome di Divisione di fanteria del Carnaro (15ª), nominativo che si estende anche alla brigata che diventa Brigata di fanteria del Carnaro (XV). Il 24 maggio 1939, per effetto della trasformazione organica del Regio Esercito, la Brigata di fanteria del Carnaro venne sciolta e mentre il 26º Reggimento fanteria venne assegnato alla 15ª Divisione fanteria "Bergamo", i due reggimenti della vecchia Brigata "Lombardia", il 73º e il 74º Reggimento fanteria, unitamente al 57º Reggimento artiglieria da campagna, danno vita a Pola alla Divisione di fanteria "Lombardia" (57ª).

### Seconda guerra mondiale (1940-1943)

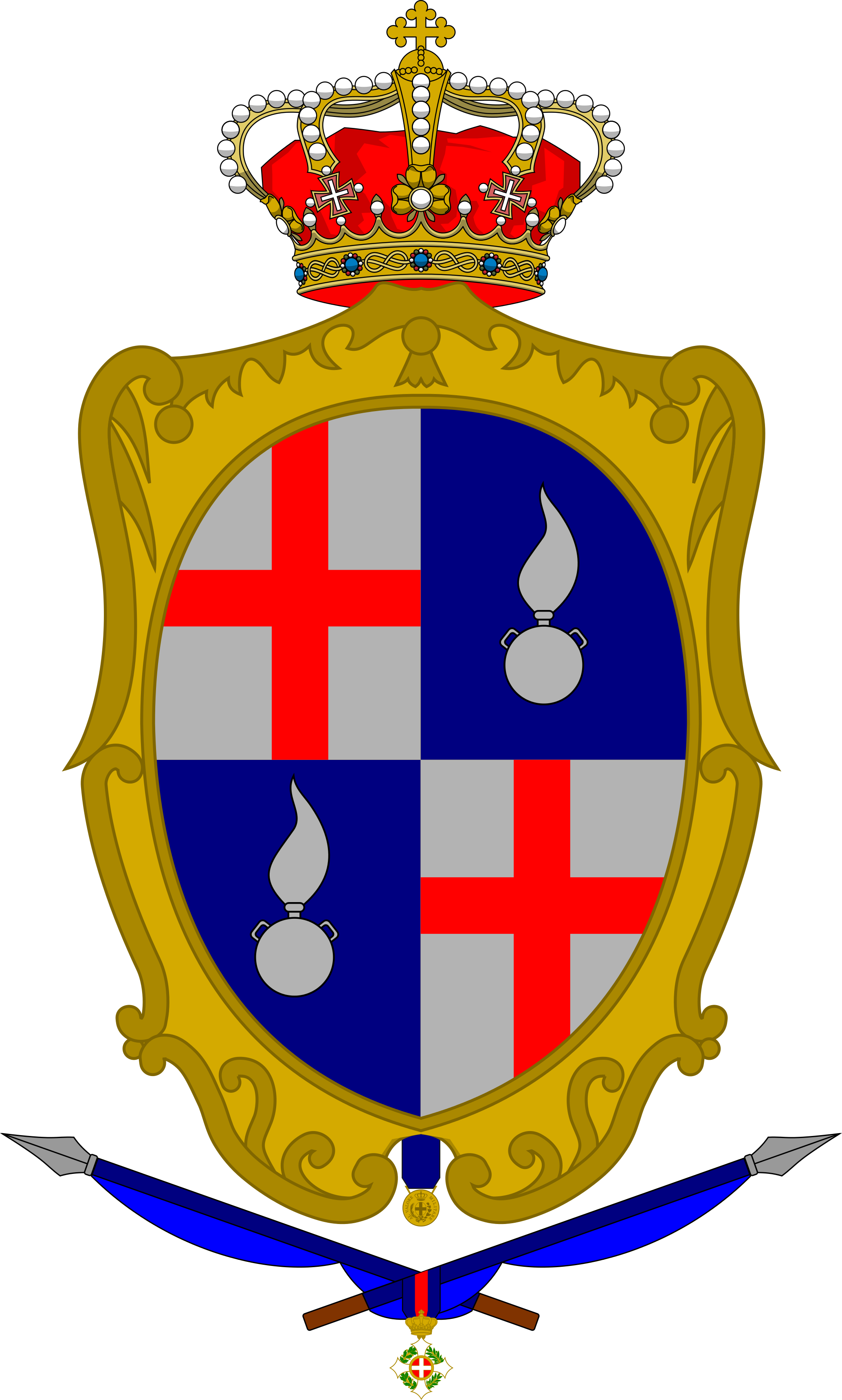
Lo stemma araldico del 74º Reggimento fanteria "Lombardia", 1939

Il 10 giugno 1940, giorno dell'entrata in guerra dell'Italia nel secondo conflitto mondiale la Divisione "Lombardia" risulta dislocata su una linea di sicurezza verso il confine orientale, tra Villa del Nevoso- Monte Nudo - Monte Aquila, con sede del comando a Pola.
Nell'aprile del 1941 la Divisione "Lombardia" prese parte all'invasione della Jugoslavia da parte delle forze dell'Asse inquadrata nella 2ª Armata.
Il 6 aprile, all'inizio delle operazioni di guerra contro la Jugoslavia l'Ordine di battaglia della Divisione era il seguente:
- Comando della fanteria divisionale (Gen. B. Angiolo Tosi dal 20 agosto 1941 sino al 14 marzo 1942, Gen. B. Pietro Scipione dal 30 marzo 1942 al 14 marzo 1943 e Gen. B. Beniamino Pittau dal 20 marzo al 9 settembre 1943)
- 73º Reggimento fanteria "Lombardia"
- 74º Reggimento fanteria "Lombardia"
- 137ª Legione CC.NN. d'Assalto "Monte Majella"
  - CXXXIV Battaglione CC.NN. d'Assalto "Larino"
  - CXXXVII Battaglione CC.NN. d'Assalto "Lanciano"
  - 134ª Compagnia CC.NN. mitraglieri
- 57º Reggimento artiglieria "Lombardia"
  - I Gruppo artiglieria
  - II Gruppo artiglieria
  - III Gruppo artiglieria
  - 357ª Batteria artiglieria contraerea da 20/65
- LVII Battaglione mortai da 81
- 57ª Compagnia cannoni controcarro da 47/32
- 57ª Compagnia mista telegrafisti/marconisti
- 37ª Compagnia genio artieri
- 66ª Sezione fotoelettricisti
- una sezione sanità
  - 134º Ospedale da campo
  - 135º Ospedale da campo
- 40ª Sezione sussistenza
- 40ª Sezione panettieri

La Divisione entrò in azione l'8 aprile, varcando il confine l'11 aprile, proseguendo il 13 prosegue l'avanzata verso sud-est e stabilendo il 15 aprile presidi lungo un'ampia fascia costiera a Novi, Ledenice, Cirquenizza, Segna e Zuta Lovka.
Dopo la capitolazione della Jugoslavia, dalle posizioni raggiunte, la Divisione venne impiegata in operazioni di rastrellamento e bonifica del territorio occupato. Dal 9 ottobre al 9 novembre parte partecipa ad una vasta azione antipartigiana al confine serbo-croato.
Per tutto il 1942, e fino all'8 settembre 1943 la Divisione "Lombardia" venne dislocata in una zona più interna, con compiti di ordine pubblico e controguerriglia che coinvolgevano anche le popolazioni civili conducendo un'aspra lotta contro formazioni di guerriglieri che diventavano sempre più numerose e attive. Le azioni della guerriglia, specie in Slovenia, si manifestavano oltre che con attività di disturbo contro presidi isolati e posti di blocco, o di danneggiamento di linee ferroviarie e ordinarie, anche con attacchi in forze effettuati con consistenti formazioni di molte centinaia di armati.
L'8 settembre 1943 in seguito alle vicende armistiziali la Divisione "Lombardia", con il generale Pietro Scipione, quale comandante e il generale Beniamino Pittau, quale comandante della fanteria divisionale, venne sciolta.
Alla guida della Divisione, dalla sua costituzione nel 1939, fino al suo scioglimento si sono avvicendati i seguenti comandanti: 
- Generale di Divisione Giovanni Esposito (24 maggio 1939 - 23 gennaio 1941);
- Generale di Divisione Vittorio Zatti (24 gennaio 1941 - 14 marzo 1943);
- Generale di brigata Pietro Scipione (15 marzo - 10 settembre 1943).

## C.R.O.W.C.A.S.S.
I nomi dei seguenti (17) appartenenti alla divisione Lombardia figurano nell'elenco CROWCASS compilato dagli Alleati anglo-americani (Central Registry of War Criminals and Security Suspects) (1947) delle persone ricercate dalla Jugoslavia per crimini di guerra.
(Name) - (C.R. File Number) - (Rank, Occupation, Unit, Place and Date of Crime) - (Reason wanted) - (Wanted by):
- ALZETTA - 146104 - Lt., Italian Army, Lombardia-Div., Slovenia Croatia (Yugo.) 1943 - Murder - Yugo[8]
- BERANI - 149618 - Lt. Army, Lombardia-Div., 73 Regt., 3 Bn., (Yugo.) 1943 - Murder - Yugo.[9]
- BESTA - 149613 - Col., Army, Lombardia-Div., 73. Inf. Regt. (Yugo.) 43 - Murder - Yugo. [9]
- D'ORO - 150890 - Capt., Italian Army, Div. Lombardia, Fuzine (Yugo.) 1942 - Murder - Yugo. [10]
- FACCIN  - 148316 - Col., Commander, Army, Inf. Regt. 73, Lombardia-Div., 41-43 - Murder - Yugo. [10]
- FERRONI - 148310 - Col. Commander, Army, 74 Inf. Rgt., "Lombardia" Div. (Yugo.) 43 - Murder - Yugo. [11]
- FLORENTINI - 148307 - Major, "Lombardia"-Div., 73 Rgt., 3 Bn. (Yugo.) - Murder - Yugo. [11]
- GALLINI - 147285 - Major, Italian Army, 73 Inf. Rgt. "Lombardia" Div. (Yugo.) 43 - Murder - Yugo. [11]
- GAROLFO (or GAROFOLO) - 147281 - Lt., Italian Army, Lombardia Div., 73 Rgt., 1 Bn. (Yugo.) 43 - Murder - Yugo. [12]
- GLORIA - 147272 - General,  Italian Army, "Lombardia" Rgt., "Sassari" Div. (Yugo.) 43 - Murder - Yugo. [12]
- LUZENTE - 145419 - Major, Lombardia Div., 73., Rgt., 1 Bn., Slovenia Croatia (Yugo.) 43 - Murder - Yugo. [13]
- MELIS - 145475 - Lt., Lombardia-Div., 23 Regt., 3 Bn., Slovenia, Croatia (Yugo.) 1943 - Murder - Yugo. [14]
- PALPINELLI - 179073 - Lt., Italian Army, "Lombardia" Div., 73 Rgt., 3 Bn., Slovenia Croatia -  Murder - Yugo. (Yugo.) [15]
- PITAU - 149087 - Lt. General, Ital.Army, "Lombardia"-Div. (Yugo.) 43 - Murder - Yugo. [16]
- RAVENI - 148643 - Col., Army, "Lombardia"-Div., 57 Artl. Regt., Slovenia, Croatia (Yugo.) - Murder - Yugo. [16]
- VILIERO - 148388 - Chief, Lt.Col., Staff, "Lombardia"-Div., (Yugo.) 43 - Murder - Yugo. [17]
- ZATTI - 144988 - Lt. General, Italian Army, Lombardia-Div., Fuzine (Yugo.) 1943 - Murder - Yugo. [17]